# Pseudogonatodes guianensis
Espèce
Synonymes
- Pseudogonatodes amazonicus Vanzolini, 1967
- Pseudogonatodes guinanensis Parker, 1935
- Pseudogonatodes guinanensis amazonicus
Vanzolini, 1967

Pseudogonatodes guianensis est une espèce de geckos de la famille des Sphaerodactylidae.

## Répartition
Cette espèce se rencontre :
- au Brésil dans l'État d'Amazonas ;
- au Guyana ;
- en Guyane ;
- au Suriname ;
- au Venezuela dans les États de Bolívar et d'Amazonas ;
- en Colombie ;
- en Équateur ;
- dans le nord du Pérou.

## Liste des sous-espèces
Selon The Reptile Database (13 juin 2012) :
- Pseudogonatodes guianensis amazonicus Vanzolini, 1967
- Pseudogonatodes guianensis guianensis Parker, 1935

## Publications originales
- Parker, 1935 : The frogs, lizards and snakes of British Guiana. Proceedings of the Zoological Society of London, vol. 1935, p. 505-530.
- Vanzolini, 1967 : Sôbre o gênero Pseudogonatodes, coi a descriçào de uma espécie nova da Amazônia (Sauria, Gekkonidae). Papéis Avulsos de Zoologia, Sào Paulo, vol. 21, p. 1-12.